# Meltin' Pot
Meltin' Pot è un marchio italiano di abbigliamento fondato nel 1994 a Matino e di proprietà del gruppo Eligo Spa.

## Storia
Meltin' Pot è un marchio di abbigliamento e jeans, nato nel 1994 come emanazione commerciale e di marketing del gruppo Romano Spa, che ne ha curato anche la filiera produttiva. Il gruppo Romano Spa risale al 1967, quando iniziò la propria attività manifatturiera nel tessile con una struttura di carattere familiare, su impulso di Cosimo Romano. Il gruppo ha per anni lavorato come contoterzista per altri marchi.
Dal 2005 - complice la scelta di molti marchi di delocalizzare e di scegliere fornitori nei paesi dell`est - il gruppo Romano, che ha sempre proseguito la propria attività di terze parti, risente di un periodo di crisi che impatta indirettamente sul marchio Meltin' Pot e viene alleviata dal buon andamento dei negozi Fritz, una catena di 25 negozi in Germania, che continua a dare buoni profitti. Il rilancio è lento, mentre la produzione viene smistata fra Italia e Nord Africa.
Con fallimento n. 22/2019 del Tribunale di Lecce viene ceduto all'asta il complesso aziendale Romano Srl che comprende impianti, macchinari, attrezzature, beni immobili, stock di magazzino (tessuti, filati e accessori vari, capi diversi e gli asset immateriali (Marchio Meltin'Pot, domain name, ecc).
Nel 2022 Eligo Milano rileva il marchio.